# Hype: The Time Quest
Hype: The Time Quest es un videojuego de aventura desarrollado por Playmobil Interactive y distribuido por Ubisoft. El juego, que fue lanzado en el año 1999 junto con Alex construye su granja, se basó en el castillo medieval de la serie de juguetes Playmobil. Que giró en torno a Hype, un caballero de 22 años al servicio del rey Taskan IV, a raíz de una búsqueda a través del tiempo para regresar a su época y salvar el reino del mal caballero negro Barnak. El juego ha sido dirigido por Alain Tascan y treinta a un destacado diferentes actores de voz, así como música original por Robbi Finkel.

## Historia
La historia comienza durante la IV Rey Taskan reinado, tras el final de la guerra civil. Hype, el campeón del reino, está siendo recompensado por su lealtad y servicios de una poderosa espada de la paz de la Reina de la Paz Lyzothe. En ese momento y de forma totalmente inesperada, un misterioso, poderoso caballero  negro montado en  un dragón.Se acerca al rey y le exige el trono. En ese momento,   Hype se enfrenta contra  el caballero.Lamentablemente, el caballero negro es demasiado fuerte y con el uso de magia de gran alcance, capaz de transformar Hype en una estatua de piedra y le envía al pasado. Doscientos años antes, la estatua de publicidad aparece en el patio de un aprendiz de mago llamado Gogoud. 
Después de varios intentos, el joven mago Gogoud consigue restaurar Hype a la vida. Hype recupera rápidamente su memoria y explica sobre el caballero negro y la forma en que debe regresar al reino, a fin de tomar venganza y casarse con su prometida, Vibe. Pesar, Gogoud explica que como mago no es muy capaz y es hasta el momento solo un aprendiz. Sin embargo, el joven se compromete a ayudar y orientar Hype él en su búsqueda a través del tiempo. Hype Gogoud y vienen a aprender que a fin de Hype volver al futuro, debe reunir una serie de joyas. Son también consternados al enterarse de que cada joya Hype permite avanzar solo un salto en el tiempo, lo que significa que el caballero se han encargado de recoger y joyas escondidas en los reinados de Taskan I, II y III antes de regresar a la era de la Taskan IV donde se va a enfrentar el caballero negro, que es el nombre de Barnak. En su viaje, Hype se reúne un número de fieles amigos, entre ellos el dragón Zatila, Karon, líder de los bandoleros, Nohlin su hija y muchos otros. Por otro lado, los encuentros Hype también un gran número de enemigos entre ellos el Rey Taskan I y su ejército, el mago Rajoth, fundador de los laboratorios, Enost - Rey Taskan III asistente; que pasa al lado de la Negro Caballeros; numerosos soldados, Barnak incluyendo los ejércitos de la Guardia Negro y otros agentes; Barnak del dragón negro Vhoid y, finalmente, el mal Barnak él mismo a sí mismo. Hype también se enfrenta a muchos enemigos no humanos incluyendo lobos, fantasmas, murciélagos y un dragón de tres cabezas. Hype las aventuras tienen lugar en el mismo reino a lo largo de diferentes períodos de su historia. Rivalidades y guerras entre en erupción la fortaleza, el monasterio, los bandoleros y los magos en los laboratorios. Al regresar a su propio tiempo, se reunieron con Hype Vibe y juntos la reforma de un ejército con el fin de iniciar un levantamiento contra Barnak, que ha tomado el control del reino, y su gran ejército aplicar su régimen diabólico, obligando a la población del reino de culto su maestro como un Dios, además de ser el Rey. Todo el reino esté vigilado por Barnak esbirros del mal, las principales áreas de la Ciudad de Torras, el Bosque, la Gogoud Manor, Brigand el Village y el Alcázar está estrechamente patroled, mientras que 'un-nessesary' áreas tales como el Monasterio y los laboratorios están cerrados bajar en Barnak del comando. Más preocupante sin embargo, es que se ha convertido en la tierra desolada Barnak debido a la conquista, y ardiente cielo prefigura el triunfo de Barnak - causando gran tristeza por el reino de la gente. La tierra sin embargo, es finalmente devuelta a su antigua belleza, cuando el Caballero Negro es derrotado, su magia negra retorcido de la tierra que rota, y las esperanzas de un nuevo mundo se les dice por el espíritu de Gougoud, ya que la historia termina con la paz de volver a la tierra.
- Datos: Q580276